# Liste der Botschafter der Vereinigten Staaten im Senegal

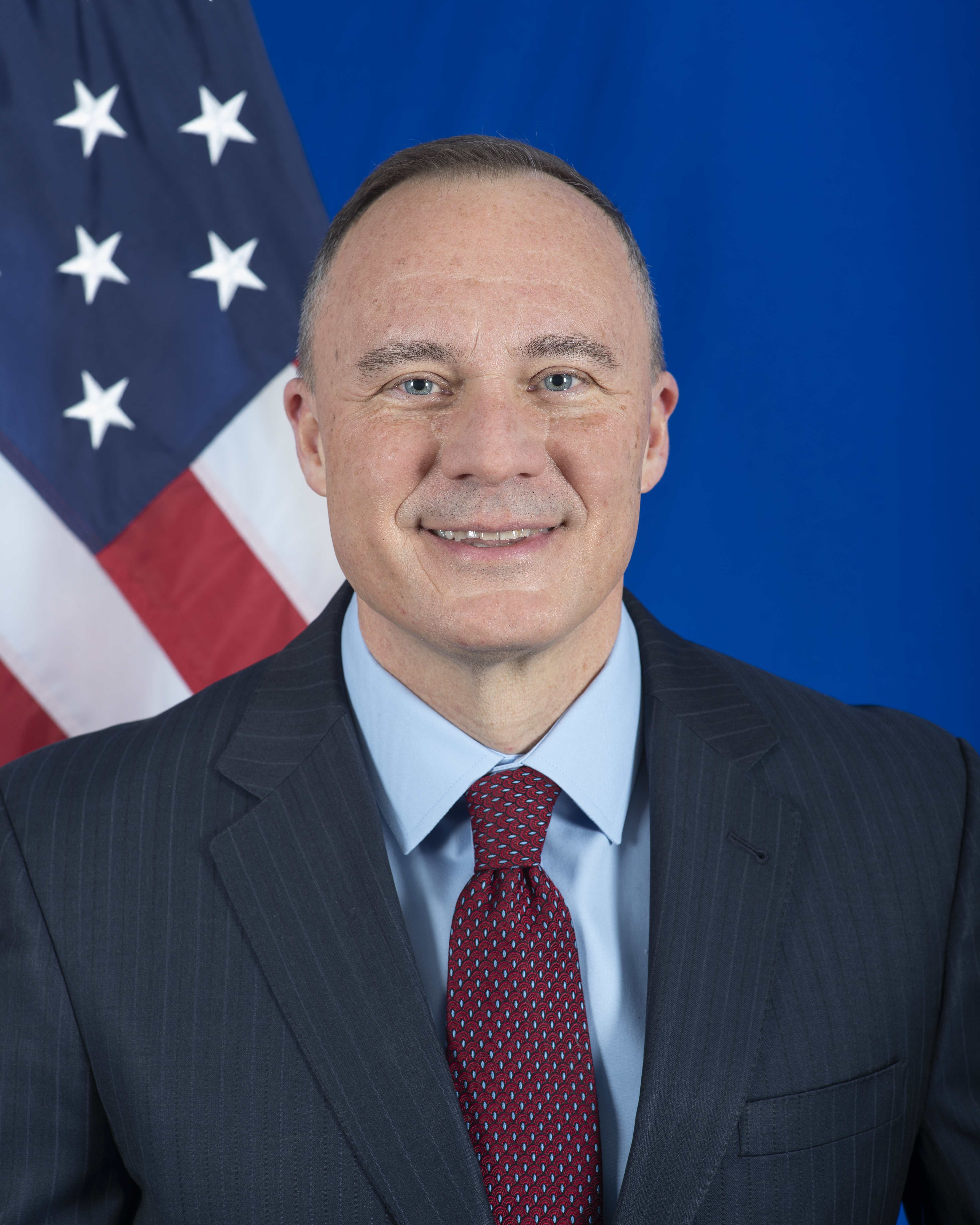
Michael A. Raynor, derzeitiger Botschafter im Senegal

Der Botschafter der Vereinigten Staaten von Amerika im Senegal ist der Botschafter der Vereinigten Staaten von Amerika im Senegal.

## Botschafter im Senegal
| Amtszeit  | Name                           | Bemerkung                                                                |
| --------- | ------------------------------ | ------------------------------------------------------------------------ |
| 1960      | Roswell Dunlop McClelland      | Chargé d’Affaires ad interim                                             |
| 1960–1961 | Henry Serrano Villard          | Zeitgleich akkreditiert in Mauretanien, stationiert in Dakar             |
| 1961–1964 | Philip Mayer Kaiser            | Zeitgleich akkreditiert in Mauretanien, stationiert in Dakar             |
| 1964–1966 | Mercer Cook                    | Ab 1965 auch in Gambia akkreditiert, stationiert in Dakar                |
| 1966–1967 | William Robert Rivkin          | Zeitgleich akkreditiert in Gambia, stationiert in Dakar, starb in Gambia |
| 1967–1970 | Lewis Dean Brown               | Zeitgleich akkreditiert in Gambia, stationiert in Dakar                  |
| 1970–1973 | Gilbert Edward Clark           | Zeitgleich akkreditiert in Gambia, stationiert in Dakar                  |
| 1974–1977 | Orison Rudolph Aggrey          | Zeitgleich akkreditiert in Gambia, stationiert in Dakar                  |
| 1977–1980 | Herman Jay Cohen               | Zeitgleich akkreditiert in Gambia, stationiert in Dakar                  |
| 1980–1981 | Walter C. Carrington           |                                                                          |
| 1981–1985 | Charles William Bray III       |                                                                          |
| 1985–1988 | Lannon Walker                  |                                                                          |
| 1988–1991 | George Edward Moose            |                                                                          |
| 1991–1992 | Katherine Shirley              |                                                                          |
| 1993–1996 | Mark Johnson                   |                                                                          |
| 1996–1999 | Dane Farnsworth Smith Jr.      |                                                                          |
| 2000–2002 | Harriet L. Elam-Thomas         |                                                                          |
| 2003–2005 | Richard Allen Roth             | Zeitgleich akkreditiert in Guinea-Bissau, stationiert in Dakar           |
| 2006–2007 | Janice Lee Jacobs              | Zeitgleich akkreditiert in Guinea-Bissau, stationiert in Dakar           |
| 2008–2011 | Marcia Stephens Bloom Bernicat | Zeitgleich akkreditiert in Guinea-Bissau, stationiert in Dakar           |
| 2011–2014 | Lewis A. Lukens                | Zeitgleich akkreditiert in Guinea-Bissau, stationiert in Dakar           |
| 2015–2017 | James Peter Zumwalt            | Zeitgleich akkreditiert in Guinea-Bissau, stationiert in Dakar           |
| 2017–2022 | Tulinabo Salama Mushingi       | Zeitgleich akkreditiert in Guinea-Bissau, stationiert in Dakar           |
| 2022–     | Michael A. Raynor              | Zeitgleich akkreditiert in Guinea-Bissau, stationiert in Dakar           |